# 퀴미주

퀴미 주의 문장

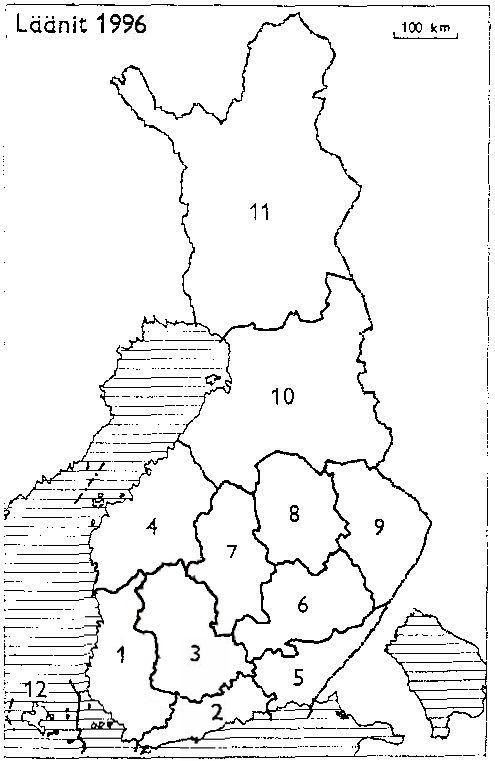
1996년 당시에 존재했던 핀란드의 주 지도 (5번이 퀴미 주)

퀴미주(핀란드어: Kymen lääni, 스웨덴어: Kymmene län)는 과거 핀란드에 존재했던 주로 주도는 코우볼라이며 면적은 12,828km2(1993년 당시 면적), 인구는 335,037명(1993년 당시 인구), 인구 밀도는 26.1명/km2이었다.
1944년 겨울 전쟁 이후에 체결된 모스크바 휴전 협정에 따라 비푸리 주의 대부분이 소련에 편입되었으며 주의 일부는 핀란드령으로 남았다. 1945년 핀란드령으로 남은 비푸리 주의 일부에서 퀴미 주가 신설되었으며 1947년 파리 조약에 따라 비푸리 주의 대부분과 카렐리야 지협, 라도가호 주변 지역이 공식적으로 소련에 넘어갔다. 1997년 행정 구역 개편 당시에 우시마 주, 해메 주 남부와 함께 남핀란드 주로 합병되면서 폐지되었다.